# A55-ös autópálya (Olaszország)
A Torino - körgyűrű két, egy déli (Tangenziale Sud) és egy északi (Tangenziale Nord) szakaszra oszlik. Hozzátartozik még az egykori SS11-es útszakasz ("Raccordo della Falchera"),  a Pineroloba vezető pálya, valamint a városba bevezető három útszakasz (Moncalieri, Corso Orbassano és Corso Regina Margherita).

## Útvonal
| TANGENZIALE NORD | |                            |                            |       |            |
| Típus            | Jelölés | ↓km↓                       | ↑km↑                       | Megye | Európai út |
|                  | Bardonecchia Frejus alagút                                                                                             | 0                          | 20,2                       | TO    |            |
|                  | del Moncenisio Rivoli                                                                                                  | 0,3                        | 21,9                       | TO    |            |
|                  | "Rivoli Sud" pihenőhely                                                                                                | 0,9 csak a keleti irányban | -                          | TO    |            |
|                  | "Rivoli Nord" pihenőhely                                                                                               | -                          | 17,3 csak nyugati irányban | TO    |            |
|                  | Bruere fizetőkapu | 2,9                        |                            | TO    |            |
|                  | Tangenziale Sud | 3,7                        | 16,5                       | TO    |            |
|                  | del Monginevro Pianezza, Collegno                                                                                      | 6,6                        | 13,6                       | TO    |            |
|                  | Pianezza del Monginevro                                                                                                | -                          | 13,2 csak nyugati irányban | TO    |            |
|                  | Savonera Reggia di Venaria Reale Druento                                                                               | 7,6 csak keleti irányban   | -                          | TO    |            |
|                  | Corso Regina Margherita                                                                                                | 8,5                        | 11,7                       | TO    |            |
|                  | Savonera Reggia di Venaria Reale Druento                                                                               | -                          | 11,3 csak nyugati irányban | TO    |            |
|                  | Venaria Reale Druento Valli di Lanzo Juventus Stadium                                                                  | 12,2                       | 8                          | TO    |            |
|                  | Borgaro Reggia di Venaria Valli di Lanzo                                                                               | 14,1                       | 6,1                        | TO    |            |
|                  | "Stura Nord" pihenőhely                                                                                                | -                          | 4,9 csak nyugati irányban  | TO    |            |
|                  | "Stura Sud" pihenőhely                                                                                                 | 16,3 csak keleti irányban  | -                          | TO    |            |
|                  | Caselle - Raccordo autostradale 10 Aeroporto Internazionale Sandro Pertini Valli di Lanzo del Gran Paradiso - Canavese | 17,1                       | 3,1                        | TO    |            |
|                  | Falchera - Padana Superiore Torino-Trieszt                                                                             | 18,2                       | 2                          | TO    |            |
|                  | Aosta - Trafori | 20,2                       | 0                          | TO    |            |

| TANGENZIALE SUD | |                           |                         |       |            |
| Típus           | Jelölés | ↓km↓                      | ↑km↑                    | Megye | Európai út |
|                 | Piacenza-Brescia                                                                                                | 0                         | 25,86                   | TO    |            |
|                 | Santena | 0                         | 25,86                   | TO    |            |
|                 | Barriera Trofarello                                                                                             | 4                         | 21,8                    | TO    |            |
|                 | Vadò | 4,7                       | 21,1                    | TO    |            |
|                 | Bauducchi Corso Unità d'Italia Lingotto Fiere Moncalieri Savona                                                 | 6,8                       | 19                      | TO    |            |
|                 | del Colle di Tenda e Valle Roja - La Loggia Cuneo                                                               | 9,6                       | 16,2                    | TO    |            |
|                 | "Nichelino Nord" pihenőhely                                                                                     | 10,4 csak északi irányban | -                       | TO    |            |
|                 | "Nichelino Sud" pihenőhely                                                                                      | -                         | 14,2 csak déli irányban | TO    |            |
|                 | Debouchè Nichelino, Vinovo Ippodromi di Torino                                                                  | 13,7                      | 12,1                    | TO    |            |
|                 | Stupinigi del Colle di Sestriere Palazzina di Caccia di Stupinigi Torino Corso Unione Sovietica Stadio Olimpico | 15,2                      | 10,6                    | TO    |            |
|                 | C.so Orbassano - Drosso Stabilimento Fiat Drosso Beinasco-Orbassano                                             | 17,3                      | 8,5                     | TO    |            |
|                 | Pinerolo autostrada del Pinerolese Sestriere - Cuneo                                                            | 18                        | 7,8                     | TO    |            |
|                 | S.I.TO Interporto Ospedale S. Luigi di Orbassano Autostrada Ferroviaria Alpina                                  | 21                        | 4,8                     | TO    |            |
|                 | Corso Allamano Grugliasco Corso IV novembre                                                                     | 24,7                      | 1,1                     | TO    |            |
|                 | Corso Francia Rivoli, Cascine Vica                                                                              | 25,4                      | 0,4                     | TO    |            |
|                 | Tangenziale Nord                                                                                                | 25,86                     | 0                       | TO    |            |

## Fordítás
- Ez a szócikk részben vagy egészben  az   Autostrada A6 című olasz Wikipédia-szócikk fordításán alapul.  Az eredeti cikk szerkesztőit annak laptörténete sorolja fel. Ez a jelzés csupán a megfogalmazás eredetét és a szerzői jogokat jelzi, nem szolgál a cikkben szereplő információk forrásmegjelöléseként.